# خورخي نوري
خورخي نوري (بالإسبانية: Jorge Nuré) (24 أيلول / سبتمبر 1926 – 31 آب / أغسطس 2011) هو لاعب كرة سلة أرجنتيني سابق تنافس في دورة الألعاب الاولمبية الصيفية عام 1948 حيث حصلوا على المركز 15.

## روابط خارجية
- خورخي نوري على موقع الاتحاد الدولي لكرة السلة (الإنجليزية)
- خورخي نوري على موقع سبورتس رفرنس (الإنجليزية)
- خورخي نوري على موقع أوليمبيديا (الإنجليزية)